# Élections législatives de 1967 dans la Haute-Garonne
Les élections législatives françaises de 1967 se déroulent les 5 et 12 mars 1967.  Dans le département de la Haute-Garonne, six députés sont à élire dans le cadre de six circonscriptions.

## Élus
| Circonscription | Député sortant                           | Parti | Parti   | Député élu ou réélu | Parti | Parti          |
| --------------- | ---------------------------------------- | ----- | ------- | ------------------- | ----- | -------------- |
| 1re             | André Rey                                |       | SFIO    | André Rey           |       | SFIO (FGDS)    |
| 2e              | Pierre Baudis                            |       | RI      | André Rousselet     |       | CIR (FGDS)     |
| 3e              | Armand Ducap suppléant de Jacques Maziol |       | UNR-UDT | Georges Delpech     |       | SFIO (FGDS)    |
| 4e              | Jean Dardé suppléant d'Eugène Montel     |       | SFIO    | Jean Dardé          |       | SFIO (FGDS)    |
| 5e              | Fernand Couzinet                         |       | SFIO    | Jacques Douzans     |       | Modérés        |
| 6e              | Hippolyte Ducos                          |       | Radsoc  | Hippolyte Ducos     |       | Radical (FGDS) |

## Résultats

### Résultats à l'échelle du département
| Parti                                                 | Parti                                                 | Parti                                                 | Premier tour | Premier tour | Second tour | Second tour | Sièges |
| Parti                                                 | Parti                                                 | Parti                                                 | Voix         | %            | Voix        | %           | Sièges |
| ----------------------------------------------------- | ----------------------------------------------------- | ----------------------------------------------------- | ------------ | ------------ | ----------- | ----------- | ------ |
|                                                       |                                                       | Section française de l'Internationale ouvrière        | 66 391       | 21,96        | 115 866     | 38,58       | 3      |
|                                                       | Parti radical                                         | 14 183                                                | 4,69         | 21 671       | 7,22        | 1           |        |
|                                                       | Convention des institutions républicaines             | 13 803                                                | 4,57         | 25 710       | 8,56        | 1           |        |
| Total Fédération de la gauche démocrate et socialiste | Total Fédération de la gauche démocrate et socialiste | 94 377                                                | 31,22        | 163 247      | 54,36       | 5           |        |
|                                                       |                                                       | Union des démocrates pour la Ve République            | 69 702       | 23,05        | 63 276      | 21,07       | 0      |
|                                                       | Républicains indépendants                             | 9 331                                                 | 3,09         | Retrait      | Retrait     | 0           |        |
|                                                       | Divers droite (gaulliste)                             | 1 247                                                 | 0,41         |              |             | 0           |        |
| Total Union des républicains de progrès               | Total Union des républicains de progrès               | 80 280                                                | 26,55        | 63 276       | 21,07       | 0           |        |
|                                                       | Parti communiste français                             | Parti communiste français                             | 50 545       | 16,72        | Retrait     | Retrait     | 0      |
|                                                       |                                                       | Centre démocrate                                      | 26 028       | 8,61         | 25 550      | 8,51        | 0      |
|                                                       | Modérés                                               | 21 135                                                | 6,99         | 28 646       | 9,54        | 1           |        |
| Total Progrès et démocratie moderne                   | Total Progrès et démocratie moderne                   | 47 163                                                | 15,60        | 54 196       | 18,05       | 1           |        |
|                                                       | Divers gauche (Socialistes indépendants)              | Divers gauche (Socialistes indépendants)              | 14 719       | 4,87         | 19 610      | 6,53        | 0      |
|                                                       | Parti socialiste unifié                               | Parti socialiste unifié                               | 10 785       | 3,57         |             |             | 0      |
|                                                       | Extrême droite                                        | Extrême droite                                        | 2 619        | 0,87         | 0           |             |        |
|                                                       | Alliance républicaine pour les libertés et le progrès | Alliance républicaine pour les libertés et le progrès | 1 848        | 0,61         | 0           |             |        |
|                                                       |                                                       |                                                       |              |              |             |             |        |
| Inscrits                                              | Inscrits                                              | Inscrits                                              | 391 323      | 100,00       | 391 317     | 100,00      | 6      |
| Abstentions                                           | Abstentions                                           | Abstentions                                           | 82 026       | 20,96        | 80 518      | 20,58       |        |
| Votants                                               | Votants                                               | Votants                                               | 309 297      | 79,04        | 310 799     | 79,42       |        |
| Blancs et nuls                                        | Blancs et nuls                                        | Blancs et nuls                                        | 6 961        | 2,25         | 10 470      | 3,37        |        |
| Exprimés                                              | Exprimés                                              | Exprimés                                              | 302 336      | 97,75        | 300 329     | 96,63       |        |

### Résultats par circonscription

#### Première circonscription (Toulouse-Nord)
| Candidat       | Candidat                | Parti          | Premier tour | Premier tour | Second tour | Second tour |  |
| Candidat       | Candidat                | Parti          | Voix         | %            | Voix        | %           |  |
| -------------- | ----------------------- | -------------- | ------------ | ------------ | ----------- | ----------- |  |
|                | André Rey sortant réélu | SFIO (FGDS)    | 15 123       | 34,09        | 25 480      | 57,82       |  |
|                | Antoine Osète           | UD-Ve          | 14 985       | 33,78        | 18 584      | 42,18       |  |
|                | Jean Boulet             | PCF            | 7 654        | 17,25        | Retrait     | Retrait     |  |
|                | Robert Maffre           | CD (PDM)       | 4 748        | 10,7         |             |             |  |
|                | Henri Martin            | PSU            | 1 855        | 4,18         |             |             |  |
|                |                         |                |              |              |             |             |  |
| Inscrits       | Inscrits                | Inscrits       | 58 218       | 100,00       | 58 212      | 100,00      |  |
| Abstentions    | Abstentions             | Abstentions    | 12 708       | 21,83        | 12 832      | 22,04       |  |
| Votants        | Votants                 | Votants        | 45 510       | 78,17        | 45 380      | 77,96       |  |
| Blancs et nuls | Blancs et nuls          | Blancs et nuls | 1 145        | 2,52         | 1 316       | 2,9         |  |
| Exprimés       | Exprimés                | Exprimés       | 44 365       | 97,48        | 44 064      | 97,1        |  |

#### Deuxième circonscription (Toulouse-Centre)
| Candidat       | Candidat              | Parti          | Premier tour | Premier tour | Second tour | Second tour |  |
| Candidat       | Candidat              | Parti          | Voix         | %            | Voix        | %           |  |
| -------------- | --------------------- | -------------- | ------------ | ------------ | ----------- | ----------- |  |
|                | André Rousselet élu   | CIR (FGDS)     | 13 803       | 26,7         | 25 710      | 50,16       |  |
|                | Pierre Baudis sortant | CD (PDM)       | 13 455       | 26,03        | 25 550      | 49,84       |  |
|                | Charles d'Aragon      | UD-Ve          | 12 481       | 24,14        | Retrait     | Retrait     |  |
|                | Georges Malgouyres    | PCF            | 8 877        | 17,17        | Retrait     | Retrait     |  |
|                | Raymond Badiou        | PSU            | 3 082        | 5,96         |             |             |  |
|                |                       |                |              |              |             |             |  |
| Inscrits       | Inscrits              | Inscrits       | 67 912       | 100,00       | 67 912      | 100,00      |  |
| Abstentions    | Abstentions           | Abstentions    | 15 139       | 22,29        | 14 917      | 21,97       |  |
| Votants        | Votants               | Votants        | 52 773       | 77,71        | 52 995      | 78,03       |  |
| Blancs et nuls | Blancs et nuls        | Blancs et nuls | 1 075        | 2,04         | 1 735       | 3,27        |  |
| Exprimés       | Exprimés              | Exprimés       | 51 698       | 97,96        | 51 260      | 96,73       |  |

#### Troisième circonscription (Toulouse-Sud)
| Candidat       | Candidat               | Parti                     | Premier tour | Premier tour | Second tour | Second tour |  |
| Candidat       | Candidat               | Parti                     | Voix         | %            | Voix        | %           |  |
| -------------- | ---------------------- | ------------------------- | ------------ | ------------ | ----------- | ----------- |  |
|                | Jacques Maziol sortant | UD-Ve                     | 20 756       | 36,82        | 25 276      | 44,62       |  |
|                | Georges Delpech élu    | SFIO (FGDS)               | 17 940       | 31,82        | 31 377      | 55,38       |  |
|                | Jean Llante            | PCF                       | 10 279       | 18,23        | Retrait     | Retrait     |  |
|                | Albert Brimo           | CD (PDM)                  | 3 201        | 5,68         |             |             |  |
|                | Alexandre Montariol    | PSU                       | 2 120        | 3,76         |             |             |  |
|                | Gilbert-Louis Desnus   | Divers droite (Gaulliste) | 1 247        | 2,21         |             |             |  |
|                | Jacques Rolland        | Extrême droite            | 831          | 1,47         |             |             |  |
|                |                        |                           |              |              |             |             |  |
| Inscrits       | Inscrits               | Inscrits                  | 73 961       | 100,00       | 73 960      | 100,00      |  |
| Abstentions    | Abstentions            | Abstentions               | 16 238       | 21,95        | 15 725      | 21,26       |  |
| Votants        | Votants                | Votants                   | 57 723       | 78,05        | 58 235      | 78,74       |  |
| Blancs et nuls | Blancs et nuls         | Blancs et nuls            | 1 349        | 2,34         | 1 582       | 2,72        |  |
| Exprimés       | Exprimés               | Exprimés                  | 56 374       | 97,66        | 56 653      | 97,28       |  |

#### Quatrième circonscription (Toulouse-Ouest)
| Candidat       | Candidat                 | Parti                    | Premier tour | Premier tour | Second tour | Second tour |  |
| Candidat       | Candidat                 | Parti                    | Voix         | %            | Voix        | %           |  |
| -------------- | ------------------------ | ------------------------ | ------------ | ------------ | ----------- | ----------- |  |
|                | Jean Dardé sortant réélu | SFIO (FGDS)              | 17 366       | 31,54        | 35 412      | 64,59       |  |
|                | Thadée Diffre            | UD-Ve                    | 15 462       | 28,08        | 19 416      | 35,41       |  |
|                | Pierre Segouffin         | PCF                      | 11 397       | 20,7         | Retrait     | Retrait     |  |
|                | Marius Soler             | CD (PDM)                 | 4 624        | 8,4          |             |             |  |
|                | Achille Auban            | PSU                      | 3 728        | 6,77         |             |             |  |
|                | Raoul Malka              | Extrême droite           | 1 788        | 3,25         |             |             |  |
|                | Marcel Petitjean         | Divers gauche (Soc.ind.) | 698          | 1,27         |             |             |  |
|                |                          |                          |              |              |             |             |  |
| Inscrits       | Inscrits                 | Inscrits                 | 71 008       | 100,00       | 71 004      | 100,00      |  |
| Abstentions    | Abstentions              | Abstentions              | 14 602       | 20,56        | 14 556      | 20,5        |  |
| Votants        | Votants                  | Votants                  | 56 406       | 79,44        | 56 448      | 79,5        |  |
| Blancs et nuls | Blancs et nuls           | Blancs et nuls           | 1 343        | 2,38         | 1 620       | 2,87        |  |
| Exprimés       | Exprimés                 | Exprimés                 | 55 063       | 97,62        | 54 828      | 97,13       |  |

#### Cinquième circonscription (Muret)
| Candidat       | Candidat                 | Parti          | Premier tour | Premier tour | Second tour | Second tour |  |
| Candidat       | Candidat                 | Parti          | Voix         | %            | Voix        | %           |  |
| -------------- | ------------------------ | -------------- | ------------ | ------------ | ----------- | ----------- |  |
|                | Jacques Douzans élu      | Modérés (PDM)  | 21 135       | 40,75        | 28 646      | 54,83       |  |
|                | Fernand Couzinet sortant | SFIO (FGDS)    | 15 962       | 30,78        | 23 597      | 45,17       |  |
|                | Roger Fargues            | PCF            | 6 902        | 13,31        | Retrait     | Retrait     |  |
|                | Guy Franco               | UD-Ve          | 6 018        | 11,6         |             |             |  |
|                | Christian Thomas         | ARLP           | 1 848        | 3,56         |             |             |  |
|                |                          |                |              |              |             |             |  |
| Inscrits       | Inscrits                 | Inscrits       | 63 450       | 100,00       | 63 451      | 100,00      |  |
| Abstentions    | Abstentions              | Abstentions    | 10 320       | 16,26        | 9 792       | 15,43       |  |
| Votants        | Votants                  | Votants        | 53 130       | 83,74        | 53 659      | 84,57       |  |
| Blancs et nuls | Blancs et nuls           | Blancs et nuls | 1 265        | 2,38         | 1 416       | 2,64        |  |
| Exprimés       | Exprimés                 | Exprimés       | 51 865       | 97,62        | 52 243      | 97,36       |  |

#### Sixième circonscription (Saint-Gaudens)
| Candidat       | Candidat                      | Parti                    | Premier tour | Premier tour | Second tour | Second tour |  |
| Candidat       | Candidat                      | Parti                    | Voix         | %            | Voix        | %           |  |
| -------------- | ----------------------------- | ------------------------ | ------------ | ------------ | ----------- | ----------- |  |
|                | Hippolyte Ducos sortant réélu | Radical (FGDS)           | 14 183       | 33,01        | 21 671      | 52,5        |  |
|                | Jean Lassère                  | Divers gauche (Soc.ind.) | 14 021       | 32,63        | 19 610      | 47,5        |  |
|                | Hugues-Vincent Barbe          | RI                       | 9 331        | 21,71        | Retrait     | Retrait     |  |
|                | André Gélis                   | PCF                      | 5 436        | 12,65        |             |             |  |
|                |                               |                          |              |              |             |             |  |
| Inscrits       | Inscrits                      | Inscrits                 | 56 774       | 100,00       | 56 778      | 100,00      |  |
| Abstentions    | Abstentions                   | Abstentions              | 13 019       | 22,93        | 12 696      | 22,36       |  |
| Votants        | Votants                       | Votants                  | 43 755       | 77,07        | 44 082      | 77,64       |  |
| Blancs et nuls | Blancs et nuls                | Blancs et nuls           | 784          | 1,79         | 2 801       | 6,35        |  |
| Exprimés       | Exprimés                      | Exprimés                 | 42 971       | 98,21        | 41 281      | 93,65       |  |